# Dự báo thời tiết

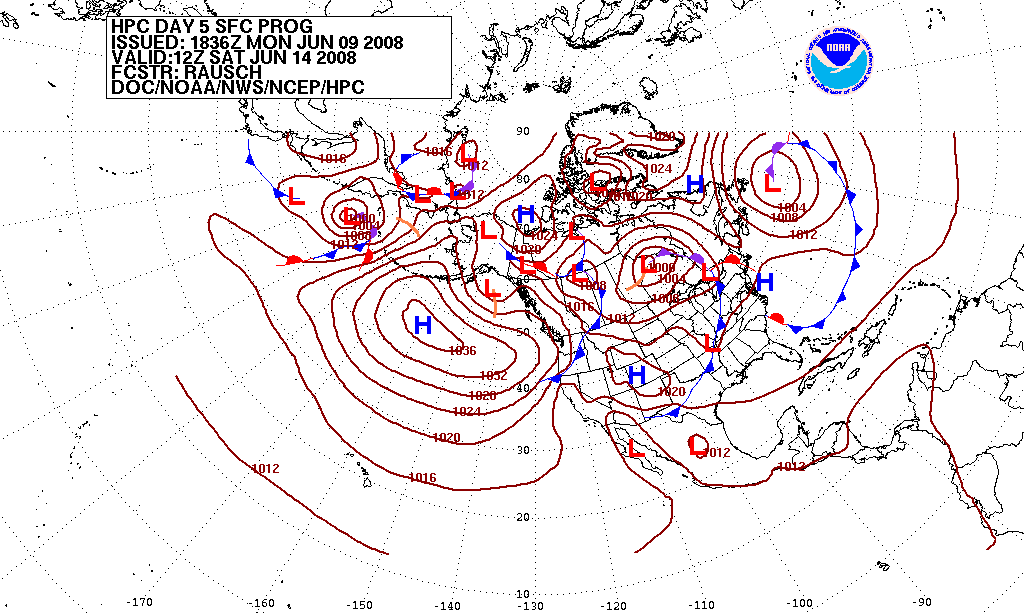
Dự báo áp suất bề mặt trong 5 ngày tiếp theo ở vùng bắc Thái Bình Dương, Bắc Mỹ và bắc Đại Tây Dương.

Dự báo thời tiết là một ngành ứng dụng của khoa học và công nghệ để tiên đoán các trạng thái và vị trí của bầu khí quyển trong tương lai gần sắp tới. Loài người đã nỗ lực dự báo thời tiết bằng một cách không chính thức từ nhiều thiên niên kỳ trước, và việc dự báo thời tiết một cách chính thức bắt đầu từ thế kỷ mười chín. Công tác dự báo thời tiết được thực hiện bằng cách thu thập số liệu về các trạng thái hiện tại của bầu khí quyển và áp dụng những hiểu biết khoa học về các quá trình của khí quyển để tiên đoán sự tiến triển của khí quyển.
Nỗ lực dự báo của con người chủ yếu dựa trên cơ sở về sự thay đổi của áp suất khí quyển, điều kiện hiện tại của thời tiết, và điều kiện bầu trời, các mô hình dự báo được sử dụng để dự báo trong tương lai. Những dữ liệu đầu vào của con người vẫn đòi hỏi phải thực hiện việc lựa chọn mô hình dự báo tốt nhất có thể để làm căn cứ cho việc dự báo, bao gồm kĩ năng nhận định các phần tham gia, teleconnection (liên hệ từ xa), kiến thức về hoạt động của mô hình và kiến thức về khuynh hướng của trái đất . Do bản chất hỗn loạn của khí quyển nên cần phải có những chiếc  máy tính để giải các phương trình mô tả bầu khí quyển. Những sai số trong việc đo đạc các số liệu đầu vào và sự hiểu biết chưa hoàn thiện về các hoạt động của khí quyển đã làm cho công tác dự  báo trở lên ít chính xác hơn   trên nhiều địa điểm trong cùng một khoảng thời gian và khi thời gian dự báo tăng lên. Việc sử dụng kết hợp và liên ứng các mô giúp giảm thiểu sai số và chọn ra được kết quả chính xác  khả quan nhất.
Cảnh báo thời tiết là dự báo quan trọng bởi vì nó cung cấp thông tin nhằm bảo vệ cuộc sống con người cũng như tài sản và các hoạt động ngoài trời như; gạt lúa, trồng lúa, đường giao thông. Dự báo về nhiệt độ và lượng mưa là quan trọng trong nông nghiệp, giao thông,...

## Lịch sử

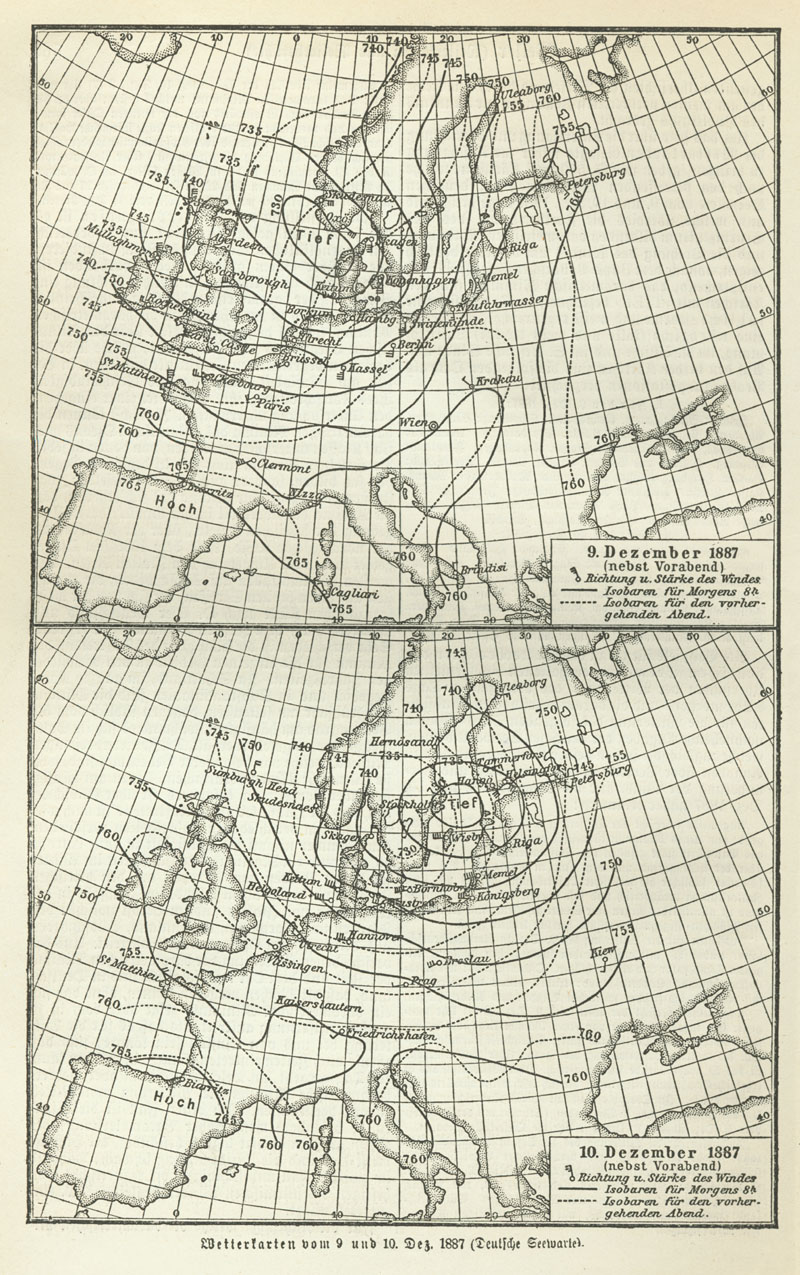
Bản đồ thời tiết của châu Âu, ngày 10 tháng 12 năm 1887

Con người đã cố gắng dự báo thời tiết trong nhiều thiên niên kỷ. Năm 650 BC, người Babylon tiên đoán thời tiết dựa vào hình dạng của các đám mây cũng như dựa vào chiêm tinh học. Khoảng 340 BC, Aristotle miêu tả một phần thời tiết trong cuốn Meteorologica. Sau đó, Theophrastus đã biên soạn một cuốn sách về dự báo thời tiết, gọi là Sách của dấu hiệu. Tục ngữ về dự báo thời tiết của người Trung Hoa có lẽ có từ khoảng 300 BC, mà cũng là vào cùng khoảng thời gian những nhà thiên văn cổ đại Ấn Độ phát triển các phương pháp dự báo thời tiết. Năm 904 AD, cuốn Nông nghiệp Nabatean của Ibn Wahshiyya nói về dự báo thời tiết liên quan tới sự thay đổi khí quyển và dấu hiệu dự báo liên quan tới thay đổi từ các hành tinh và các ngôi sao; dấu hiệu của mưa dựa trên quan sát các pha Mặt Trăng; và dự báo thời tiết dựa trên sự chuyển động của gió.
Phương pháp dự báo thời tiết của người cổ đại thường dựa trên quan sát một phần của những sự kiện, và do vậy chỉ nhận ra được một phần của thời tiết sẽ xảy ra như thế nào. Ví dụ, nếu quan sát thấy khi Mặt Trời lặn có màu đỏ, thì ngày hôm sau thời tiết khá thuận lợi. Kinh nghiệm như thế được tích lũy qua nhiều thế hệ tựu lại thành tục ngữ về thời tiết. Tuy nhiên không phải mọi tiên đoán này đều tin cậy được, và nhiều câu trong dân gian về thời tiết đã không còn thỏa mãn đối với các thử nghiệm thống kê nghiêm ngặt.
Cho đến khi phát minh ra điện báo năm 1835 thì thời kỳ hiện đại của dự báo thời tiết mới bắt đầu. Trước thời điểm này, thực tế không thể truyền tin từ nơi xa về trạng thái hiện tại của thời tiết nhanh hơn một chuyến tàu hơi nước (và tàu chạy bằng hơi nước cũng mới được phát minh ở thời đó). Cuối những năm 1840, điện báo đã cho phép báo cáo điều kiện thời tiết trên một vùng rộng lớn một cách tức thời, cho phép dự báo từ những hiểu biết về điều kiện thời tiết ngoài việc thu thập số liệu từ hướng gió. Hai nhà khoa học khai sinh ra khoa học dự báo thời tiết là Francis Beaufort (tên tuổi ông gắn với thang Beaufort) và người bảo trợ của ông là Robert Fitzroy (người phát triển áp kế Fitzroy). Cả hai đều có ảnh hưởng đến hải quân và chính phủ Vương quốc Anh, mặc dù ở thời điểm đó có những nhạo báng trên báo chí về công việc của hai ông, nghiên cứu của họ lại đạt được niềm tin khoa học, và được Hải quân Hoàng gia chấp nhận, từ đó trở thành những kiến thức cơ sở cho dự báo thời tiết ngày nay. Để truyền đạt thông tin (dữ liệu đo đạc và quan sát tình hình thời tiết hiện tại) một cách chính xác, cần thiết phải có từ vựng tiêu chuẩn miêu tả những khái niệm liên quan đến thời tiết (như mây, gió...); đối với mây cho tới những năm 1890 đã có những bộ atlas hoàn thiện  rồi mô tả nó.

### Cơ quan khí tượng một số nước
Sau đây là một số tổ chức khí tượng phi chính phủ:
- LGDWS - La Grande Weather Service Lưu trữ ngày 21 tháng 1 năm 2011 tại Wayback Machine
- Meteocentrale Lưu trữ ngày 11 tháng 5 năm 2021 tại Wayback Machine weather forecast in English, German, French and Italian
- Severe weather and flood forecasts

Dưới đây là những tổ chức khí tượng của chính phủ và hàn lâm. Các tổ chức này cung cấp thông tin dự báo ở một số vùng nhất định trên website của họ:
- The World Meteorological Organization
- European Centre for Medium Range Weather Forecasting (ECMWF)
- Australian Bureau of Meteorology
- Royal Meteorological Institute of Belgium
- Environment Canada Weather Office Lưu trữ ngày 29 tháng 4 năm 2005 tại Wayback Machine
- Finnish Meteorological Institute
- French National Meteorological Service Lưu trữ ngày 14 tháng 5 năm 2008 tại Wayback Machine
- Indian Meteorological Department(IMD)
- National Centre for Medium Range Weather Forecast (NCMRWF)
- Indian Institute of Tropical Meteorology (IITM)
- National Atmospheric Research Laboratory (NARL)
- Pakistan Meteorological Department
- The Hellenic National Meteorological Service (Greece)
- Hong Kong Observatory
- Met Éireann (Ireland)
- Italian Air Force (Aeronautica Militare) Meteorological Service
- Korea Meteorological Administration
- New Zealand MetService
- South African Weather Service
- Meteo Suisse (Swiss Weather Agency) (tiếng Anh)
- The Met Office of the UK
- yr.no (a joint online weather service from the Norwegian Meteorological Institute (met.no) and the Norwegian Broadcasting Corporation (NRK)) Lưu trữ ngày 16 tháng 12 năm 2008 tại Wayback Machine
- Economic history and impact of weather forecasting Lưu trữ ngày 3 tháng 5 năm 2007 tại Wayback Machine from EH.net
- Dynamic Weather Forecaster Lưu trữ ngày 6 tháng 10 năm 2009 tại Wayback Machine Iowa State University's online educational tool for weather forecasting